# Sterben für Anfänger
Sterben für Anfänger (Originaltitel: Death at a Funeral) ist eine britische Filmkomödie aus dem Jahr 2007. Regie führte der als Muppets-Puppenspieler bekannte Frank Oz. Das Drehbuch schrieb Dean Craig und zu den Darstellern gehören u. a. Matthew MacFadyen, Rupert Graves, Ewen Bremner und Alan Tudyk. Sterben für Anfänger feierte seine Deutschland-Premiere auf der Berlinale 2007. In Deutschland startete der Film regulär am 19. Juli 2007 in den Kinos. Der Film beschreibt, wie eine Trauerfeier mehr und mehr in einem Chaos versinkt.

## Handlung
Die Trauerfeier für Daniels Vater beginnt unter schlechten Vorzeichen. Die Bestatter bahren zunächst einen falschen Leichnam auf. Nachdem der richtige Tote im Haus ist, zeichnen sich weitere Komplikationen ab. Daniels Frau Jane drängt darauf, dass Daniel sich mit der Bank in Verbindung setzen soll, weil sie aus dem Haus ausziehen und eine eigene Wohnung beziehen wollen.
Auch andere Trauergäste haben auf dem Weg zur Trauerfeier Probleme zu lösen. So müssen Martha, die Nichte des Verstorbenen, und ihr Verlobter Simon Marthas Bruder Troy abholen. Nachdem Simon fast einen Unfall gebaut hat, reicht ihm Martha beim Pharmaziestudenten Troy erst einmal eine Valiumtablette. Allerdings weiß sie nicht, dass sich in der Pillendose kein Valium, sondern Troys neueste Drogenmischung befindet. Bereits auf dem Weg zur Trauerfeier macht sich die Wirkung unangenehm bemerkbar. Howard ist genervt, weil sein Freund Justin nur zur Feier mitkommt, weil er sich nach einem One-Night-Stand mit Martha neue Chancen bei ihr erhofft. Unterwegs bittet Daniel ihn telefonisch, Onkel Alfie (der im Rollstuhl sitzt) aus seinem Altenheim abzuholen.
Daniels Bruder Robert, der erster Klasse aus New York hergeflogen ist, behauptet, er könne seine Hälfte der Bestattungskosten nicht bezahlen, weil er pleite ist. Die Trauergemeinde rechnet zudem fest damit, dass Robert, der erfolgreiche Romanautor, die Trauerrede halten wird, und ist fast enttäuscht, dass diese Aufgabe Daniel zugefallen ist. Dies wiederum verstärkt Daniels Nervosität. Auch ein kleinwüchsiger Trauergast, den niemand kennt, beunruhigt ihn.
Als endlich alle Gäste anwesend sind, beginnt man mit der Trauerfeier. Die Rede von Daniel beginnt, wie erwartet, ausgesprochen langweilig. Währenddessen beginnt Simon zu halluzinieren und meint, der Sarg bewege sich. Er stürzt sich auf den Sarg; dieser fällt auf den Boden und der Leichnam des Verstorbenen landet vor den Füßen der Witwe.
Simon rennt in den Garten; Martha und Troy folgen ihm, um ihn ruhigzustellen. Dabei verliert Troy die besagte Pillendose im Garten. Plötzlich wird Simon schlecht und er stürmt wieder ins Haus, um sich auf der Toilette zu übergeben. Er schließt sich dort ein und Martha versucht vor der Tür lange Zeit, ihn dazu zu bewegen, die Tür zu öffnen. Justin versucht während dieser Zeit, sich an Martha heranzumachen; sie sagt ihm die Meinung.
Der kleinwüchsige Mann stellt sich als Peter vor und bittet Daniel um eine Unterredung unter vier Augen. Im Arbeitszimmer seines verstorbenen Vaters zeigt er ihm Fotos, die ihn gemeinsam mit dem Vater zeigen. Die Fotos belegen, dass die beiden ein homosexuelles Verhältnis hatten. Peter verlangt 15.000 Pfund Schweigegeld und droht damit, andernfalls den Trauergästen die Fotos zu zeigen. Daniel holt seinen Bruder Robert zu einer Beratung; Robert erkennt nach dem Betrachten der Fotos, dass sein Vater offenbar eine homosexuelle Affäre hatte. Gemeinsam treffen sie sich mit Peter im Arbeitszimmer. Nachdem dieser sich auch noch abfällig über Daniels Romanversuche geäußert hat, weigert sich Daniel, den Scheck über die 15.000 Pfund auszustellen. Peter will daraufhin das Arbeitszimmer verlassen, um den anderen Trauergästen die Fotos zu zeigen; Robert stürzt sich auf ihn und fesselt ihn gemeinsam mit seinem Bruder.
In der Zwischenzeit hat Howard im Garten die Pillendose gefunden und an sich genommen. Auf der Suche nach Daniel platzt er ins Arbeitszimmer und sieht, wie Daniel und Robert mit Peter kämpfen. Er erinnert sich an die vermeintlichen Valium-Pillen und verabreicht Peter fünf Stück davon.
Ausgerechnet jetzt muss Onkel Alfie dringend auf die Toilette, und die einzige für ihn zugängliche befindet sich hinter dem Arbeitszimmer. Peter wird gefesselt und geknebelt hinter dem Sofa versteckt und Howard bringt Onkel Alfie auf die Toilette.
Währenddessen ist Simon im Drogenrausch nackt auf das Dach des Hauses geklettert, sehr zur Irritation der Trauergesellschaft. Vor allem Marthas Vater ist davon nicht begeistert. Martha versucht weiterhin, die Lage unter Kontrolle zu bekommen, wird aber dabei weiterhin von Justin belästigt, der sie gegen ihren Willen küsst. Simon sieht das und steigt höher auf das Dach, um sich herabzustürzen.
Der Hypochonder Howard ist von Onkel Alfies Exkrement beschmutzt worden. Im Arbeitszimmer wirkt nun auch bei Peter der Drogenmix und er hüpft wild auf dem Sofa herum. Dabei fällt er mit dem Kopf gegen die Tischplatte und bleibt reglos liegen. Während Howard den Pfarrer aufhält, schaffen Daniel und Robert den vermeintlich toten Peter ins Wohnzimmer und legen ihn in den Sarg zum verstorbenen Vater.
Auf dem Dach eröffnet Martha ihrem Simon, dass sie von ihm schwanger ist. Es gelingt ihr ihn zu überreden wieder vom Dach zu kommen und sich anzuziehen. Howard fällt ein, dass er Onkel Alfie auf der Toilette vergessen hat; er befreit ihn aus seiner misslichen Lage. Alles scheint wieder in Ordnung zu sein; der Geistliche setzt die Trauerfeier fort. Während Daniel erneut seine Trauerrede beginnt, hört man plötzlich Klopfgeräusche aus dem Sarg. Dann klappt der Sargdeckel hoch und Peter springt aus dem Sarg. Er verliert dabei die Fotos; diese fallen der Witwe vor die Füße. Sie stürzt sich wütend auf Peter. Mitten in diesem Tumult erhebt Daniel seine Stimme und hält eine kurze flammende Rede auf seinen Vater, die alle berührt.
Am Abend unterhält sich Daniel mit Robert, der sich entschieden hat, seine Mutter mit nach New York zu nehmen. Jane kommt hinzu und sagt, dass ihre Schwiegermutter sich beruhigt habe und auch Onkel Alfie sicher bald ruhig sein werde, da sie ihm zwei Valium gegeben habe. 
In der kurzen Schlussszene sitzt Onkel Alfie nackt auf dem Dach des Hauses.

## Hintergrund
Sterben für Anfänger wurde in den Ealing Studios in London und im Poynatts Manor in Skirmett, Buckinghamshire gedreht. Die Dreharbeiten dauerten sieben Wochen. Das Budget des Films wurde auf 9 Millionen US-Dollar geschätzt. Der Film feierte seine Weltpremiere am 10. Februar 2007 bei der Berlinale 2007. Es folgten weitere Vorführungen auf diversen Filmfestivals. Ab dem 19. Juli 2007 war der Film in deutschen Kinos zu sehen. In den USA lief der Film am 17. August 2007 an. Im Vereinigten Königreich wurde der Film ab dem 2. November 2007 in Kinos gezeigt. Am Eröffnungswochenende spielte der Film über 1,2 Millionen US-Dollar ein und insgesamt über 8,5 Millionen US-Dollar. Im Vereinigten Königreich wurden beim Eröffnungswochenende knapp 700.000 Pfund Sterling eingenommen und insgesamt über 2,7 Millionen Pfund. 
An den deutschen Kinokassen wurden über 90.000 Besucher gezählt.
Matthew Macfadyen und Keeley Hawes, die das Filmehepaar Daniel und Jane spielen, sind auch im wirklichen Leben seit 2004 ein Ehepaar. Alan Tudyk und Peter Dinklage waren die einzigen US-amerikanischen Darsteller. Alan Tudyk berichtete, die Idee für die Nacktszene, in der er auf einem Hausdach sitzt, sei ihm durch Erinnerungen an seine Jugend gekommen, in der er einen berauschten Jugendlichen nackt auf einem Picknick-Tisch hocken sah. Ursprünglich war die Rolle, die an Peter Dinklage vergeben wurde, nicht als Kleinwüchsiger geplant. Nach Vergabe der Rolle wurde das Drehbuch entsprechend umgeschrieben.
2010 wurde mit Sterben will gelernt sein ein Remake veröffentlicht. Beide Filme tragen den Originaltitel Death at a Funeral und in beiden Filmen ist Peter Dinklage zu sehen.

## Kritik
Die Filmbewertungsstelle Wiesbaden schreibt in ihrer Begründung: „Mit allen Wassern des Genres gewaschen ist diese von einem Amerikaner gemachte englische, schwarze Komödie. Ein perfektes Drehbuch, sichere Dramaturgie, abstruse Ideen, disziplinierte Darsteller und ein kammerspielhaftes Setting machen die Stunden vor einer Beerdigung zu einem zwerchfellerschütternden Abenteuer voller aberwitziger Pointen. Und dennoch bleibt als Krönung des sorgsam gebauten Films die Würde des Toten gewahrt.“
In TV digital Heft 15 vom 13. Juli 2007 schrieb Ulrike Schröder, Frank Oz habe mit typisch englischem Humor ein Trauerspiel der absoluten Extraklasse inszeniert. Der Film sei echt erschütternd, besonders für das Zwerchfell der Zuschauer. Eine rabenschwarze Farce.
Das Lexikon des internationalen Films urteilte: „Die durchtriebene Komödie entwirft das Bild einer britischen Zweiklassengesellschaft von Exzentrikern und Spießern, wobei sie ihre schwarzhumorigen Pointen wohldosiert. Dank überzeugender Darsteller und der geschickten Regie umschifft der Film geschickt die Untiefen des Drehbuchs.“
Critic.de schrieb: „Wer kein Problem mit einem Film hat, der sich statt doppelbödigem Humor und einem Lachen, das im Hals stecken bleibt, ganz der kurzweiligen Unterhaltung widmet, wird bei Sterben für Anfänger auch auf seine Kosten kommen.“

## Auszeichnungen
Der Film wurde von der Filmbewertungsstelle Wiesbaden mit dem Prädikat „besonders wertvoll“ ausgezeichnet. Im Rahmen des 60. Filmfestivals von Locarno wurde der Film mit dem Publikumspreis ausgezeichnet. Ebenfalls den Publikumspreis erhielt Sterben für Anfänger im Rahmen des US Comedy Arts Festival.